# Sugith Varughese
Sugith Varughese (Cochín, 25 de abril de 1957) es un escritor, director y actor canadiense nacido en India.

## Vida
Nacido en Cochin, Kerala, India, en una familia cristiana siríaca de Santo Tomás ("Varughese", también escrito a veces "Varghese" y "Verghese" y pronunciado de diversas formas, en siríaco - malayalam significa "George"), emigró a Saskatoon, Saskatchewan cuando era niño cuando su padre, neurocirujano, consiguió una cita profesional allí. La lengua materna de su familia es el malabar; habiendo crecido en el oeste anglófono de Canadá, habla inglés naturalmente con acento canadiense, pero de vez en cuando adopta una variedad de acentos del sur de Asia cuando interpreta papeles dramáticos que los requieren.
Sugith Varughese se crio en Saskatoon, Saskatchewan, comenzó sus estudios universitarios en la Universidad de Saskatchewan en Saskatoon con una doble especialización en premedicina y teatro, y continuó con una licenciatura en teatro en la Universidad de Minnesota en Minneapolis y Maestría en Bellas Artes en la Universidad de York en Toronto. Luego escribió, actuó y dirigió producciones cinematográficas y televisivas en Canadá y Estados Unidos. Fue la primera minoría visible aceptada para asistir al Canadian Film Center como escritor y director. Como director, ha sido nominado y ganado varios premios de cine y televisión canadienses y de festivales de cine internacionales. También tiene cinturón negro en kárate.

## Créditos
Tiene más de 100 créditos en cine y televisión, incluidos La huérfana, Solar Attack (como el personaje Patel) y Misión a Marte. Otros de sus créditos televisivos incluyen Suits, The Strain y Degrassi: The Next Generation. Participó regularmente en la comedia de CBC-TV An American in Canada, también conocida como Frostbite en Australia e interpretó personajes recurrentes en la telenovela nocturna de Omni TV Metropia, y en La mezquita de la pradera de CBC-TV, la primera temporada de The Girlfriend Experience en Starz y Kim's Convenience en CBC-TV y Netflix y Transplant en CTV y NBC. Protagonizó Home on the Range para CBC-TV, que ganó un premio de oro al mejor piloto de televisión en el Festival de Cine de Houston. Recibió una nominación al premio ACTRA por su primer papel televisivo en la película para televisión Best of Both Worlds para CBC-TV.
Otros de sus créditos incluyen Veritas: The Quest, F/X: The Series, Kung Fu: The Legend Continues, Overdrawn at the Memory Bank, PAW Patrol: The Mighty Movie y The Expanse e interpretó el papel del informante en la temporada 1 de 72 Hours.